# Rondine al nido
Rondine al nido è una canzone italiana composta  nel 1926 da Vincenzo De Crescenzo, su un testo di L. Sica in pratica è un brano di musica napoletana con il testo in italiano.

## Storia e significato
Rondine al nido è una storia d'amore e una delle opere più conosciute del compositore Vincenzo de Crescenzo.  Si tratta di un amore perduto. 

### Il testo
II
Nella penombra dolce della sera 
Passa la primavera. 
Cinguettano le rondini nel volo, 
Ebbre di luce e d'aria. 
Ed io son triste e solo; 
Monti e mare tu non varchi 
   per tornar. 
Mia piccina, 
Fosti tutta la mia vita; 
Sei fuggita 
E non torni più. 
Sei fuggita 
E non torni più. »
(Testo di Rondine al nido di Luigi Sica)

## Altri interpreti
- Gino Bechi
- Simone Alaimo
- Luigi Infantino
- Michelangelo Verso
- Claudio Villa
- Andrea Bocelli
- Quartetto Gelato
- Palmerio Piras